# Wadi al-Hitan

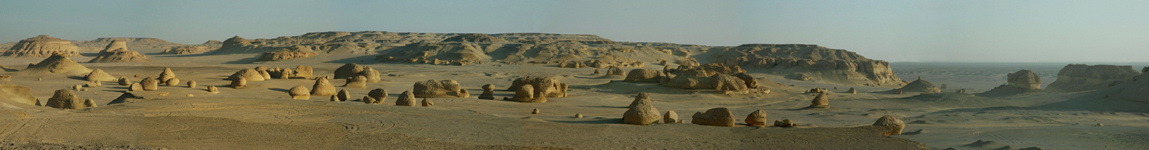
Un panorama di Wādī al-Ḥītān

Wādī al-Ḥītān (in arabo وادي الحيتان‎?, letteralmente Valle delle balene) è un sito paleontologico che si trova nel governatorato del Fayyūm, nel deserto occidentale dell'Egitto, a circa 150 km a sudovest del Cairo. Nel 2005 è stato inserito nell'elenco dei Patrimoni dell'umanità dell'UNESCO per la presenza nell'area di centinaia di fossili di archeoceti, antichissimi progenitori delle odierne balene, vissuti durante l'epoca geologica dell'Eocene.
Il sito fornisce le prove per spiegare uno dei più grandi misteri sulla evoluzione dei cetacei: come le balene siano divenute mammiferi marini evolvendo da progenitori terrestri. In nessun altro luogo è possibile trovare un così alto numero di questi fossili, sia per quantità sia per concentrazione, di così elevata qualità e inseriti in un paesaggio accessibile, attraente e protetto.
Le balene fossili sono state scoperte per la prima volta durante l'inverno del 1902.

## Fossili
Nella valle, tra i fossili emersi dall'erosione delle arenarie formatesi dagli antichi fondali marini, sono stati documentati oltre 500 scheletri di archeoceti, completi o parziali, e identificate tre diverse specie di questi antichi cetacei.
L'esemplare più grande è un Basilosaurus isis della lunghezza di 21 metri, un cetaceo carnivoro con denti seghettati, arti posteriori provvisti di dita e corpo affusolato come le attuali balene. I resti di questi arti nascosti testimoniano l'evoluzione dei cetacei da forme di vita terrestri a forme di vita marine. Durante la campagna di scavi del 2015 è stato rinvenuto il primo e unico scheletro completo conosciuto di Basilosaurus isis, lungo 18 metri, grazie al quale è stato possibile osservare per la prima volta la coda provvista di spine (come in un thagomizer). Al suo interno l'esemplare conservava ancora, in corrispondenza dello stomaco, i resti dell'ultimo pasto: granchi, pesce sega e un piccolo cetaceo. Accanto allo scheletro la presenza di numerosi denti di squalo testimonia come la carcassa sia stata parzialmente divorata dopo la morte e riflette l'abbondanza di tali specie all'epoca.

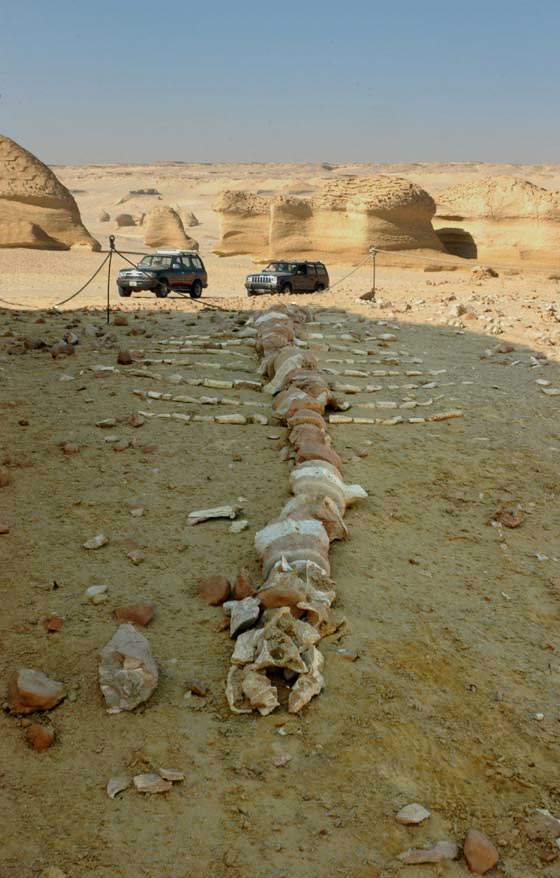
Scheletro fossile di una balena

Sono stati rinvenuti anche numerosi scheletri di Dorudon atrox, archeoceti lunghi fino a 5 metri, la metà dei quali molto giovani, il che fa ritenere che la zona rappresentasse un luogo abituale per la nascita dei piccoli, favorita dai fondali bassi situati lungo le coste meridionali dell'Oceano di Tetide. Alcuni crani dei piccoli di Dorudon atrox presentano segni di morsi di un grosso predatore, probabilmente il Basilosaurus isis.
Una terza specie di archeoceti è rappresentata dall'Ancalecetus simonsi, di dimensioni paragonabili al Dorudon atrox, di cui è stato ritrovato un solo scheletro parziale.
La presenza di reperti fossili di altri animali marini tra i quali tre specie primitive di sirenidi, resti del Moeritherium, un antenato dell'elefante, coccodrilli, squali, pesci sega, razze, pesci ossei, tartarughe e serpenti di mare, consente di ricostruire le condizioni ecologiche e ambientali dell'area all'epoca dell'evoluzione degli archeoceti.
I fossili includono inoltre numerosi invertebrati: nummuliti, molluschi, gasteropodi, echinoidei, bivalvi e granchi.

Scheletro di Dorudon atrox a Wādī al-Ḥītān
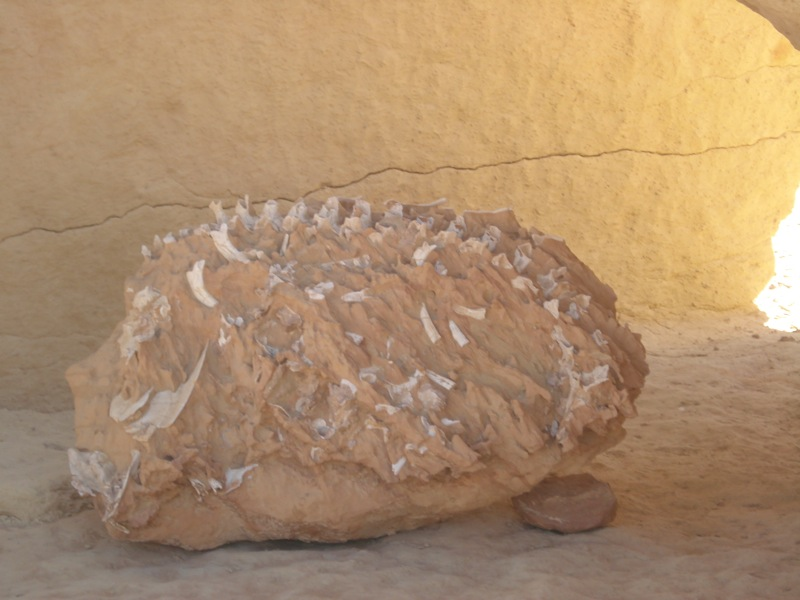
Fossile di un Dorudon di giovane età
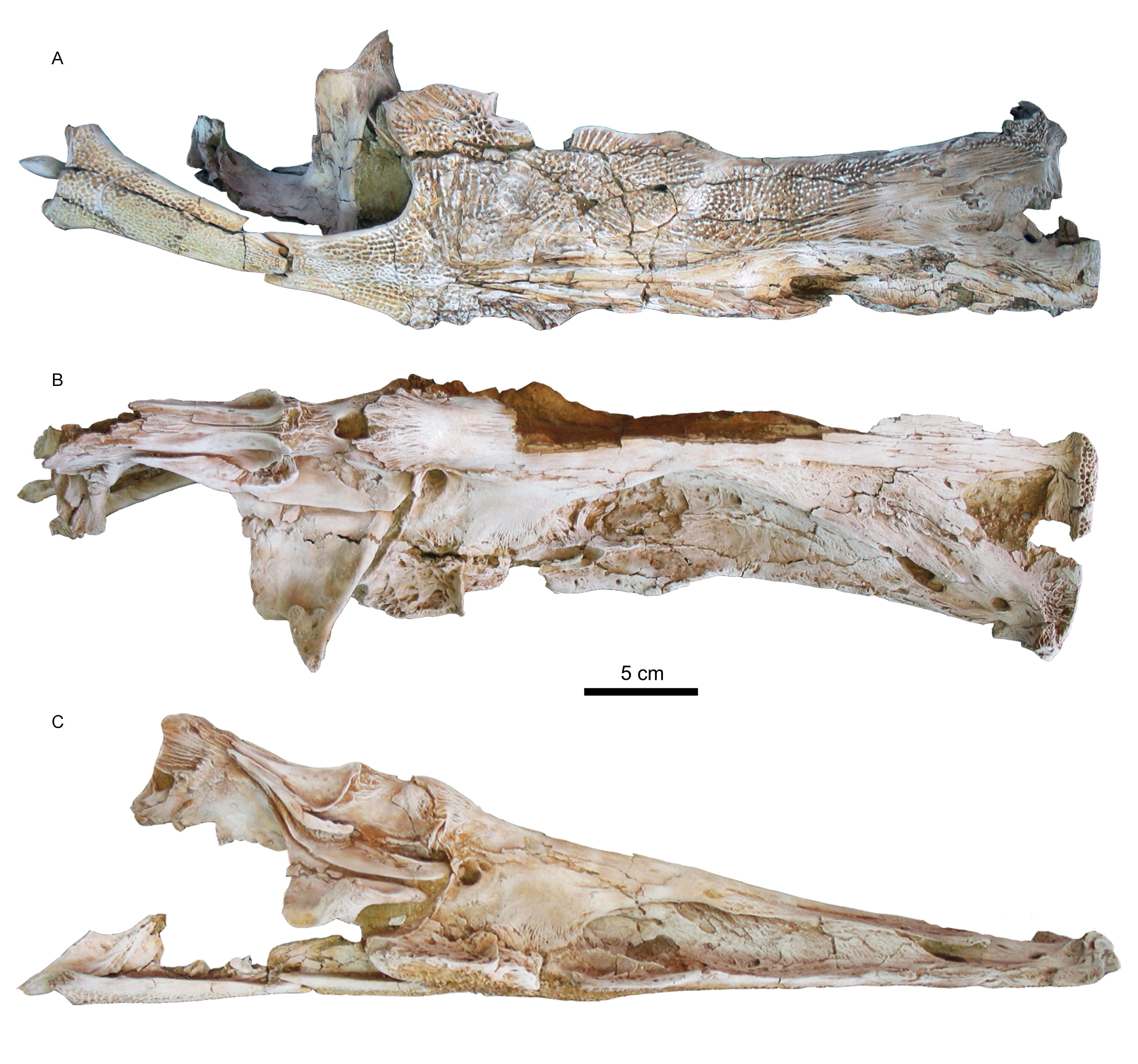
Neurocranio di Qarmoutus hitanensis
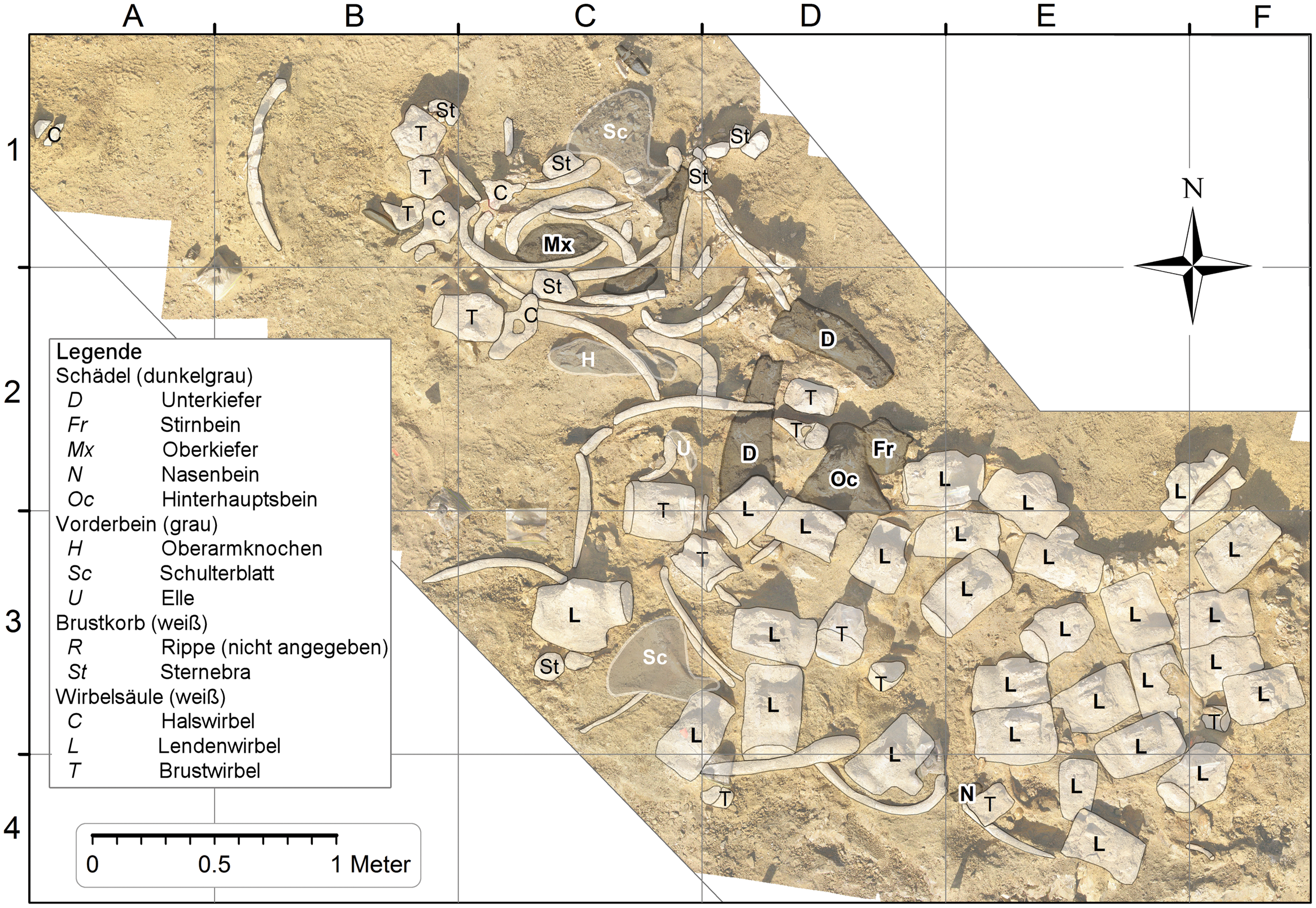
Mappa degli scavi di un Basilosaurus isis dell'Eocene superiore

## Geologia

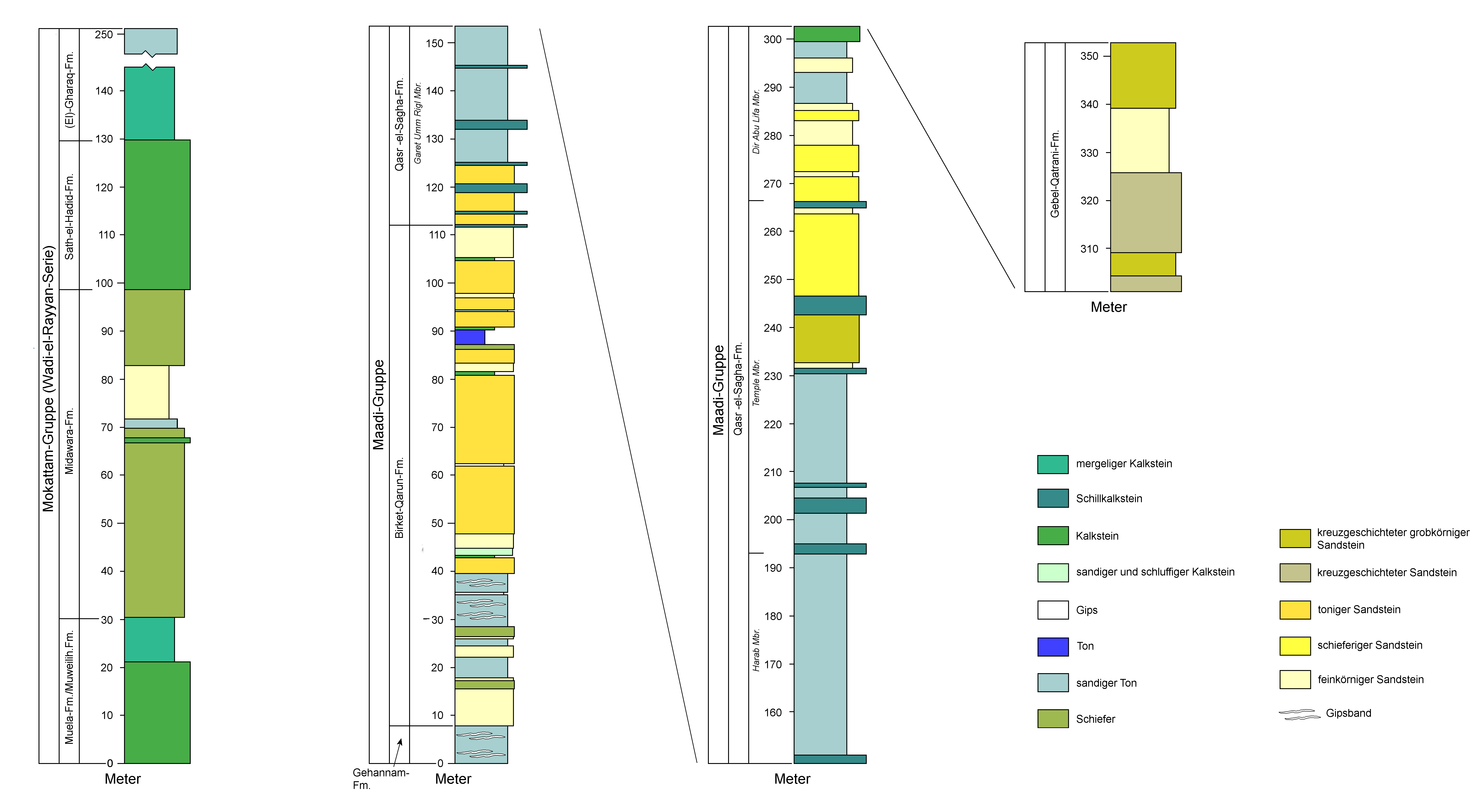
Sezioni geologiche del sito di Wādī al-Ḥītān

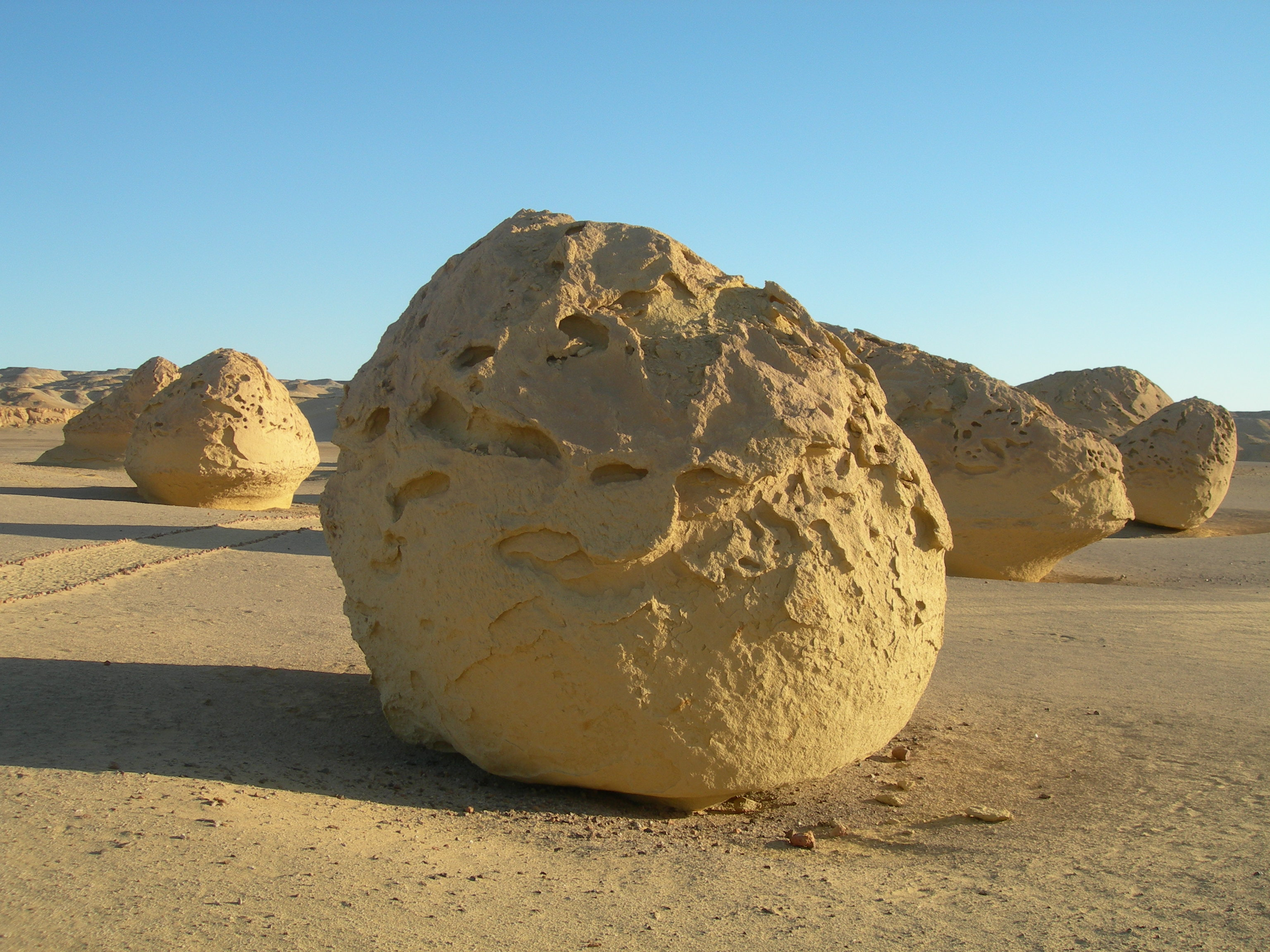
Le cosiddette "angurie", formazioni rocciose caratteristiche di Wādī al-Ḥītān

Wādī al-Ḥītān è situata a circa 150 km a sudovest del Cairo, nel sottobacino di Wādī al-Rayān, uno dei tre sottobacini che compongono la grande depressione circolare del Fayyūm che si trova a ovest del fiume Nilo. La valle (wādī in arabo), scavata da un fiume ora secco, è circondata da dune, scogliere e basse colline calcaree; al suo interno il paesaggio è pianeggiante e sabbioso e presenta pilastri e formazioni rocciose dalle forme bizzarre, formatesi per l'azione erosiva del vento e della sabbia. Alcune delle rocce, che si presentano isolate, hanno una forma tondeggiante e sono caratterizzate da fasce di intricati reticoli che le hanno valso il nome in arabo di baṭṭikh (بطيخ), ossia angurie. Esse si sono formate nell'antico lago di Meride, alimentato dalle acque del Nilo e ora ridottosi notevolmente di dimensioni.
Dai 40 ai 37 milioni di anni fa circa, l'area di Wādī al-Rayān si trovava sotto un grande oceano chiamato Tetide e questo sito era una spiaggia e una laguna con vegetazione di mangrovie. A Wādī al-Rayān sono visibili tre formazioni risalenti a questo periodo: Gahannam, Birket Qārūn e Qaṣr al-Ṣāgha. La formazione di Gahannam risale a circa 41-40 milioni di anni fa (Bartoniano e Priaboniano) ed è composta da calcare marnoso bianco e argilla gessosa; assieme alla formazione di Birket Qārūn, risalente all'alto Eocene, contiene la maggior parte dei resti di animali marini (archeoceti, squali, chelonidi, coccodrilli). La formazione di Qaṣr al-Ṣāgha è la più recente, risalendo a circa 39 milioni di anni fa (alto Priaboniano); essa è esposta in alcune parti superiori della valle e, grazie alla sua ricchezza di fauna marina invertebrata, indica un ambiente marino poco profondo.

## Turismo

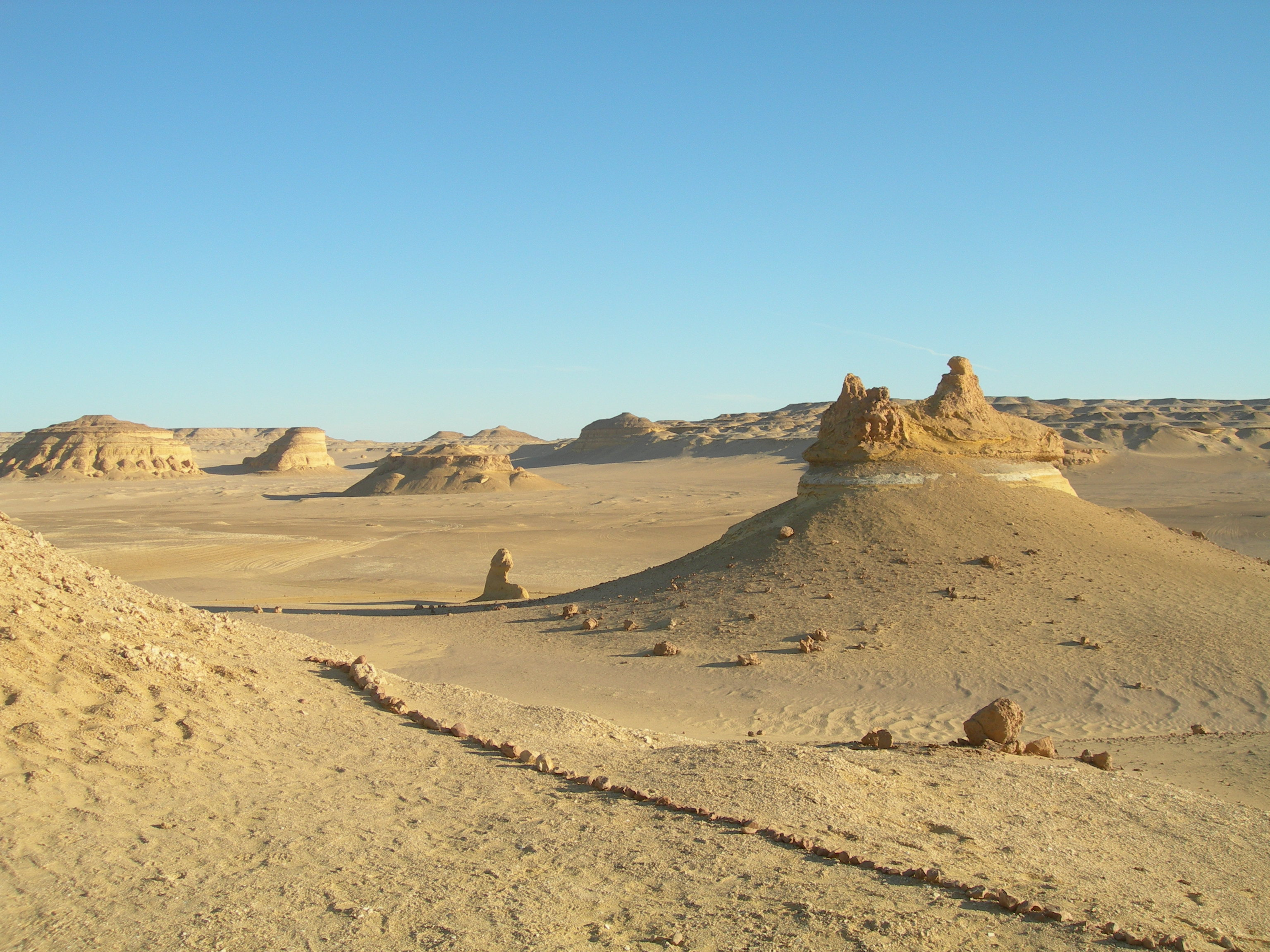
Wādī al-Ḥītān

Ci sono solamente 1 000 visitatori all'anno che si recano nel Wādī al-Ḥītān con 4WD poiché la pista non è asfaltata e attraversa sabbie desertiche. Per la maggior parte, i visitatori del Wādī al-Ḥītān sono stranieri che abitualmente frequentano la valle durante i fine settimana invernali. Poiché Wādī al-Ḥītān è all'interno dell'area protetta di Wādī al-Rayān, il programma di salvaguardia del sito incanala i visitatori lungo un percorso prescritto. Il turismo sostenibile sta cominciando a svilupparsi e a crescere nella zona, mentre le visite a bordo di mezzi a trazione integrale sono alternativamente sostituite da camminate a piedi o su dromedari.
Poiché una parte di Wādī al-Ḥītān è stata trasformata in un luogo turistico, sono state dislocate alcune passerelle per collegare i luoghi in cui si trovano i principali fossili e inoltre sono stati costruiti dei piccoli rifugi. Questo parco pubblico è ormai regolarmente visitato da gruppi turistici ed è presente anche un piccolo campeggio.
La valle si trova dietro una montagna, conosciuta come Qārat Gahannam (in arabo قارة)‎?, Qārat) significa "collina" o "montagna" e Gahannam, in arabo ﺟﻬﻨﻢ‎?, significa "inferno", per cui Qārat Gahannam significa "montagna dell'inferno". Alla luce del tramonto, la montagna sembra infatti infiammata con una spaventosa luce rossa.
Il governo egiziano ha affermato che nel luglio 2007 due automobili guidate da diplomatici belgi sono entrate in una zona protetta in questo settore e questo ha causato danni ai fossili per 10 milioni di dollari USA. Il governo belga ha dichiarato tuttavia che nessun danno è stato causato dai suoi diplomatici. Il problema rimane tuttora irrisolto.